# Olhuveli (Laamu-atol)
Olhuveli is een van de onbewoonde eilanden van het Laamu-atol, behorende tot de Maldiven en heeft vele palmbomen en een zandstrand en is een toeristisch eiland.